# Versandanzeige
Die Versandanzeige (englisch dispatch note) ist im Handel ein Avis, mit dem die Lieferung von Waren durch den Lieferanten angekündigt wird.

## Allgemeines
Die Versandanzeige erfolgt zeitlich vor der Lieferung häufig zusammen mit einer Rechnung. Wird die Rechnung so rechtzeitig versandt, dass sie vor der Ware beim Kunden ankommt, kann sie auch als Versandanzeige dienen. Sie kündigt einen Wareneingang beim Kunden an und wird beim Lieferanten vom Warenausgang ausgestellt. Zusammen mit der Lieferung wird der Lieferschein übersandt, der deshalb im Gegensatz zur Versandanzeige ein Warenbegleitpapier darstellt.

## Inhalt
Versandanzeigen gibt es oft bei größeren Liefermengen oder Teillieferungen, damit der Kunde Gelegenheit hat, sich auf die Lieferung vorzubereiten und für Lagerraum zu sorgen. Sie beinhalten neben dem Lieferanten das beauftragte Transportunternehmen, Datum der Bestellung, Bezeichnung und Menge der Ware, Versandweg und Liefertermin. Da die Versandanzeige als Geschäftsbrief des Lieferanten gilt, muss sie die Impressumspflicht erfüllen (beispielsweise Einzelkaufleute gemäß § 37a HGB).
Die Versandanzeige kann bei Paketversand mit der Post mit einer Sendungsverfolgung verbunden werden, die es dem Empfänger ermöglicht, den Transportweg und die voraussichtliche Ankunftszeit abzuschätzen.